# Peter Josie
Peter Josie (* September 1941) ist ein ehemaliger Politiker und Gewerkschafter von Saint Lucia. Er diente als Member of Parliament (MP) von 1974 bis 1982 und erneut von 1987 bis 1997. Außerdem war er Präsident der Seaman and Waterfront Workers Union, der National Farmers Union und der Technical and Allied Workers Union und Führer der Saint Lucia Labour Party, sowie der Organisation for National Enlightenment.

## Leben
Peter Josie wurde in Vieux-Fort, der südlichsten Stadt von St. Lucia, geboren. Er besuchte das St. Mary’s College, ein Elite-Jungeninternat in Castries. An der University of the West Indies in Trinidad erwarb er einen Bachelor-Abschluss. Josie ist der letzte lebende Teilnehmer der Delegation von St. Lucia, welche die Unabhängigkeitsbedingungen für St. Lucia mit der Britischen Regierung diskutierte und aushandelte.
Der glühende Linksintellektuelle war ein Teilnehmer des berühmten geheimen Treffens der Linken auf dem winzigen Rat Island 1970, wo mehrere Mitglieder von Grenadas zukünftiger Revolutionärer Führung anwesend waren. Zu der Zeit waren die Regierungen misstrauisch gegenüber den Motiven dieser neuen politischen Akteure. Die Regierungen waren tatsächlich so vorsichtig, dass sie die Revolutionäre aus verschiedenen Territorien verbannten. In einem dieser Fälle deklarierte S.R. Slater, der Minister of Home Affairs in St. Vincent, am 16. April 1970 Josie zusammen mit anderen Aktivisten (Dave Darbeau, Geddes Granger – heute Makandal Daaga, und Robert "Bobby" Clarke) als unerwünschte Immigranten.
Von 1974 bis 1982 war Josie  Mitglied des Parlaments für Castries East für die Saint Lucia Labour Party. Er begann seine Karriere  als Minister of Agriculture, Lands and Fisheries und dann als Minister of Foreign Affairs. Nach dem Fall der glücklosen Labour-Regierung führte er sie ohne Erfolg in die Wahlen 1982. Er blieb jedoch bei der Partei und gewann seinen Sitz als Abgeordneter für Vieux Fort South 1987.
Ursprünglich war er als ein Verfechter der Black-Power-Ideologie und als Mitglied des St Lucia Forum, zusammen mit anderen Persönlichkeiten wie Hilford Deterville, Julian Hunte und George Odlum, die vor allem in den Städten von St. Lucia eine neue radikale Plattform für ihre Ideen suchten. Mit den letzteren zusammen gründete er eine landwirtschaftliche Gewerkschaft und ideologisierte die marginalisierten ländlichen Farm-Arbeiter.
Dabei war Josie das perfekte Gegenstück zu dem süßlichen, in Oxford ausgebildeten Odlum. Während Odlum seine rednerischen Fähigkeiten einsetzte, teilweise mit stickigem, aber unterhaltsamem Englisch, sprach Josie direkt, indem er das weit verbreitete French Creole einsetzte, teilweise mit einem wahrhafte zündenden Effekt.
Später war er ein kontroverser Hauptakteur in der glücklosen Labour-Party-Regierung, welche sich durch interne Machtkämpfe paralisierte in der verkürzten Legislaturperiode 1979–1982. Odlum und Josie vollführten einen spektakulären Konflikt, als sie vor dem Fall der Regierung mit aller Schärfe getrennte Wege einschlugen.
Josie wurde aus der Labour Party ausgeschlossen, als er gegen den damaligen Parteiführer Julian Hunte antrat. Er ging daraufhin zur regierenden United Workers Party über und wurde einer von zwei Ministern mit Aufgaben für die Landwirtschaft.
Er konnte jedoch in den Wahlen 1997 seinen Sitz nicht mehr gewinnen. Nach den Wahlen bildete er eine Gruppe, die Organisation for National Enlightenment (ONE), welche er wieder im Stich ließ beim Versuch mit seinen früheren Erzfeinden John Compton und George Odlum eine National Alliance zu schmieden. Als diese Koalition scheiterte und die Alliance zerbrach stürzte er sich 2001 erneut in den Wahlkampf und versuchte in seinem alten Heimat-Wahlkreis, Castries East für die National Front Eindruck zu machen. Zuletzt trat er im Wahlkampf für Richard Frederick in den Nachwahlen 2005 an und in den Wahlen 2006.
Am 11. Februar 2012 veröffentlichte Josie seine Autobiographie „Shattered Dreams“ bei einer Veranstaltung im Bay Gardens Hotel. Josie unterstützte dann die Kampagne von Allen Chastanet um die Führung der United Workers Party und im Wahlkampf zum Premierminister von St. Lucia.

## Werke
- Peter Josie: Shattered Dreams: A Political Odyssey in Port-Independent St Lucia. Trafford Publishing, 2012, ISBN 978-1-4669-3738-3 (englisch, google.de).